# レースコーナー
レースコーナーは、ラジオ関西で毎日夕方17時台に放送されていた帯番組である。

## 放送日時
2011年3月の放送終了時の時間帯
- 月曜から金曜　17時30分から17時47分
- 土曜・日曜　17時40分から17時53分

## 内容
- 前半は競輪と競艇の結果を伝えた。
- 担当する会場は、競輪が岸和田競輪場、和歌山競輪場、奈良競輪場、京都向日町競輪場、大津びわこ競輪場、競艇は住之江競艇場、尼崎競艇場、びわこ競艇場。
- また、近畿圏で場外発売がなされる他地区（福井県は競輪・競艇とも近畿地方扱いだが、番組では他地区扱いとされている）の競輪・競艇場のレース結果を伝える場合もあった。（主に、開設記念・施設改善記念競走クラス以上の競走）
  - 月曜から金曜は時間帯が17分と長いので、開催場が少ない場合は上位3位までに入賞した選手名もアナウンスされるが、殆どは上位3位までに入った選手の番号（競輪の車番・競艇の船番）+3連勝単式の配当のみをアナウンスすることが多かった。
- 一部内容を変えてKBS京都ラジオでも「レース速報」として毎日17時45分から17時50分に放送した。17時55分から5分間の時代もあったが、このときは福知山・舞鶴両中継局では「両丹ニュース」に差し替えられていた。
- 担当アナウンサーは基本的に女性のフリーアナだが、日によって場内アナウンスを務める男性アナが出演する場合もあった。
- かつて(1980年代)は、三谷孝司、寺内優、及川暁、畑中啓司、米田明弘、羽岡邦男、寺西裕一、木村雅幸らが交代で担当していた。
- 後半は兵庫県競馬組合提供の「競馬レポート」。レース開催日は園田・姫路競馬場で行われるレース結果（後半レースは録音実況ダイジェストも）を、非開催日は兵庫県競馬の最新情報を吉田勝彦と竹之上次男（竹之上は非開催日のみ）が紹介していた。
- なお、「レースコーナー」・およびKBSの「レース速報」としては2011年3月に終了し、ラジオ関西の競馬レポートのみ、平日17:43-50に放送していた（週末も放送していたが、2013年春季の改編で終了となった）。
- 2015年10月2日の放送をもって「競馬レポート」も終了し、「レースコーナー」時代を含めた一連の公営競技速報の番組はすべて終了することになった。ただし、土曜日の中央競馬展望番組『競馬ノススメ』（16:30-17:00→16:30-16:40生放送）の中で、「そのだ・ひめじけいばHOTレポート」を新設し、その週の重賞・注目レース回顧と、翌週の展望は行われている[1]。その『競馬ノススメ』も2025年3月29日の放送をもって、放送を終了した。

## 関連の番組
- レースガイド（早朝）